# Acroloxus pseudolacustris
Acroloxus pseudolacustris — вид прісноводних черевоногих молюсків родини Acroloxidae.

## Поширення
Ендемік Ірану. Відомий у провінції Ґілян, можливо існує у сусідній провінції Мазендеран.